# Simon de Lalaing

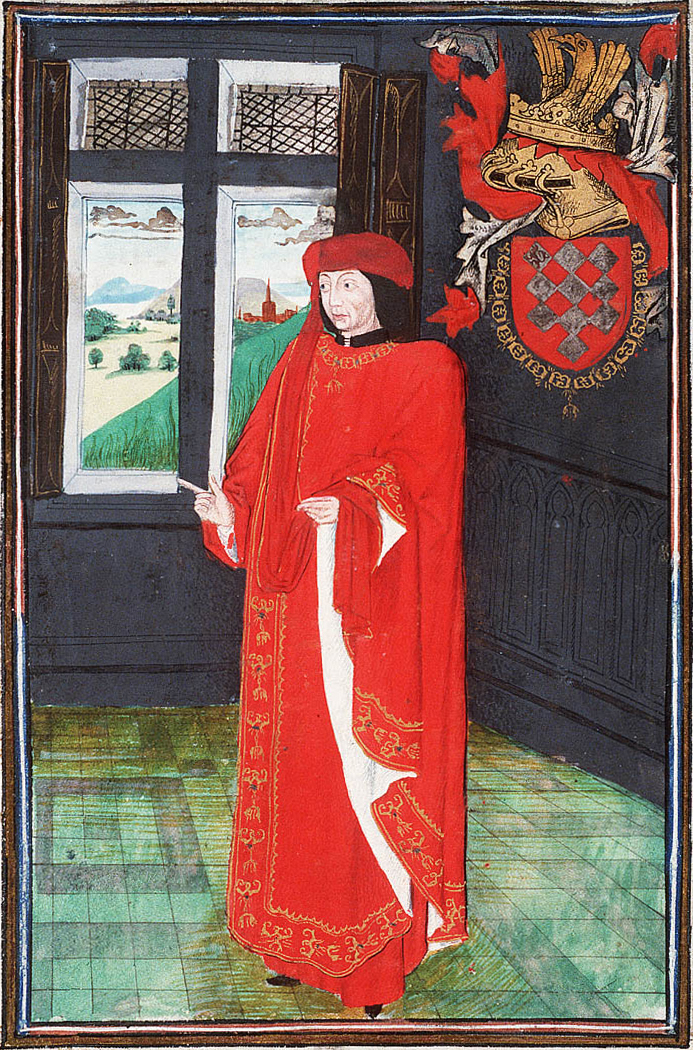
Simon de Lalaing († 1476) im Statuts, Ordonnances et Armorial de l'Ordre de la Toison d'Or, 1473

Simon de Lalaing (* um 1405; † 10. März 1476) ist der Sohn von Othon de Lalaing und Yolande de Barbançon. Er war Seigneur de Montigny, Saint-Christophe und Hantes, vor allem aber als Kämmerer und Gouverneur ein langjähriger Vertrauter der Herzöge von Burgund.

## Leben
Als jüngster Sohn der Familie war er für eine Laufbahn in der Kirche vorgesehen: in den Jahren 1428 bis 1432 trat er als Propst in Valenciennes auf. Andererseits wurde er bereits am 30. November 1431, auf dem ersten Kapitel in Lille, in den Orden vom Goldenen Vlies (Diplom-Nr. 27) aufgenommen, und gehörte im Jahr darauf, 1432, zu den Unterzeichnern eines Friedensvertrages zwischen den Herzögen von Burgund und Lothringen. Als Kapitän von Stadt und Burg Sluis (L’Écluse) konnte er 1435 die Belagerung abwehren, ebenso wie als Kapitän von Oudenaarde im Jahr 1452.
Er war unter anderem Kämmerer der Herzöge Philipp der Gute und Karl der Kühne, Bailli von Amiens, Admiral von Flandern (1436–1462) und Großjägermeister (Grand veneur). Im Auftrag des Herzogs vermittelte er gemeinsam mit Jean de Croy die Versöhnung zwischen dem Dauphin Ludwig und dessen Vater, dem König Karl VII., nahm dann auch 1461 an der Krönung Ludwigs in Reims teil.
Simon de Lalaing starb am 10. März 1476 und wurde in der Abtei von Deinze bestattet.

## Familie
Simon de Lalaing heiratete am 11. Juni 1441 Jeanne de Gavre, Erbin von Brakel und Zalardinge (heute Ortsteil von Geraardsbergen), eine Tochter von Arnold VII., Herr von Schoorisse (Escornaix), und Marie d’Aumont; sie starb am 29. Mai 1478 und wurde ebenfalls in Deinze bestattet. Ihre Kinder waren:
- Josse de Lalaing[1] (X 5. August 1483 vor Utrecht), Seigneur de Montigny, Brakel, Zalardinge und Lallaing, Statthalter von Holland und Seeland
- Arnoul de Lalaing († 21. März 1485), Professor an der Universität Löwen, Propst an der Liebfrauenkirche in Brügge und der Lambertuskathedrale Lüttich
- Simon de Lalaing (X August 1465 vor Paris)
- Philippa († Dezember 1464), Kanonikerin in Mons
- François († 1464)
- Jean (X 2. März 1476 in der Schlacht von Grandson)
- Philippote; ⚭ um 1480 Jean III. de Lannoy, Seigneur de Maingoval, † 1498 – beider Sohn ist Charles de Lannoy, 1522–1524 Vizekönig von Neapel, 1526 Fürst von Sulmona